# Bassin d'Arcachon
Pour les articles homonymes, voir Bassin.
Le bassin d’Arcachon (Laca d'Arcaishon en gascon) est une lagune mésotidale située au cœur du massif forestier des Landes de Gascogne, en Gironde, entre les villes de La Teste-de-Buch au Sud, Lège-Cap-Ferret à l’Ouest et le delta de la Leyre à l’Est. L'entrée du bassin interrompt le cordon dunaire de 250 km de la Côte d'Argent, qui s'étend de l’estuaire de la Gironde à l'embouchure de l'Adour. À la différence des grands lacs landais, il est largement ouvert sur l’océan Atlantique par l’intermédiaire des deux passes et constitue une petite mer intérieure de 174 km2 à marée haute et 60 km2 à marée basse. On y pratique l’ostréiculture, la pêche et la navigation de plaisance. Depuis le 5 juin 2014, il abrite le parc naturel marin du bassin d'Arcachon.

## Géographie

### Situation

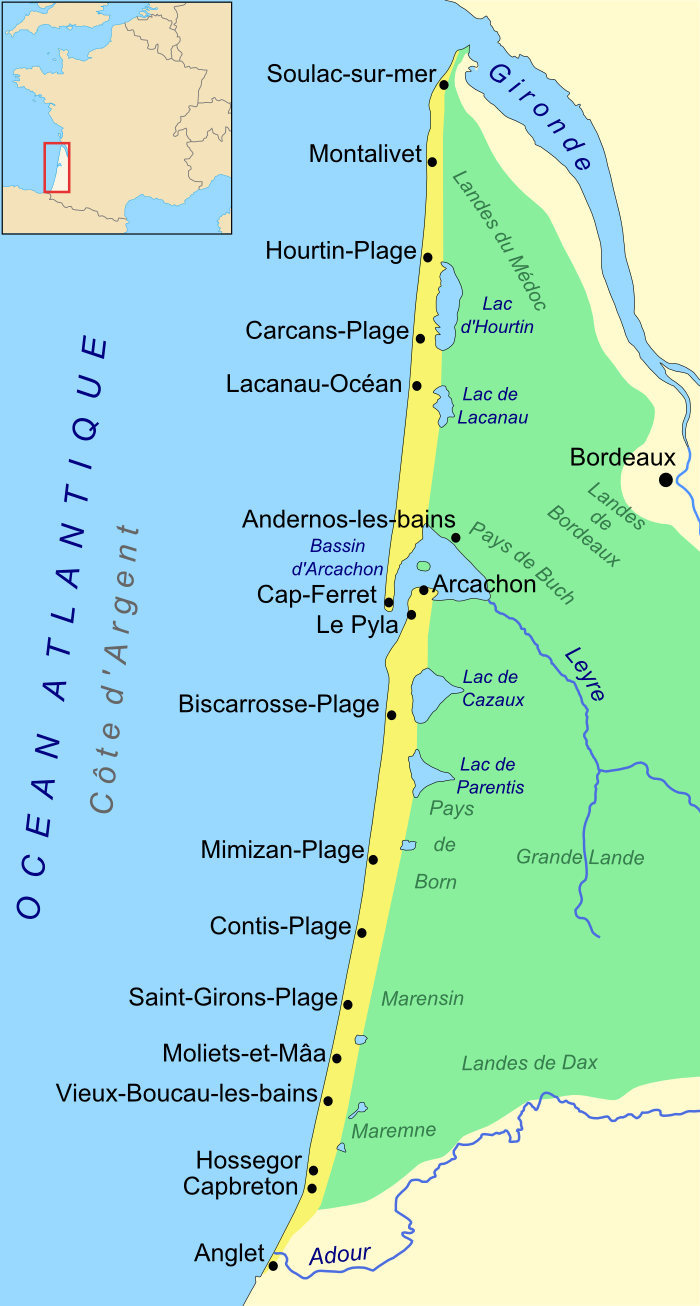
Carte représentant la Côte d'Argent montrant un des hauts lieux du tourisme, le bassin d'Arcachon avec son pourtour de 85 km et son ouverture de 3 km sur l'océan.

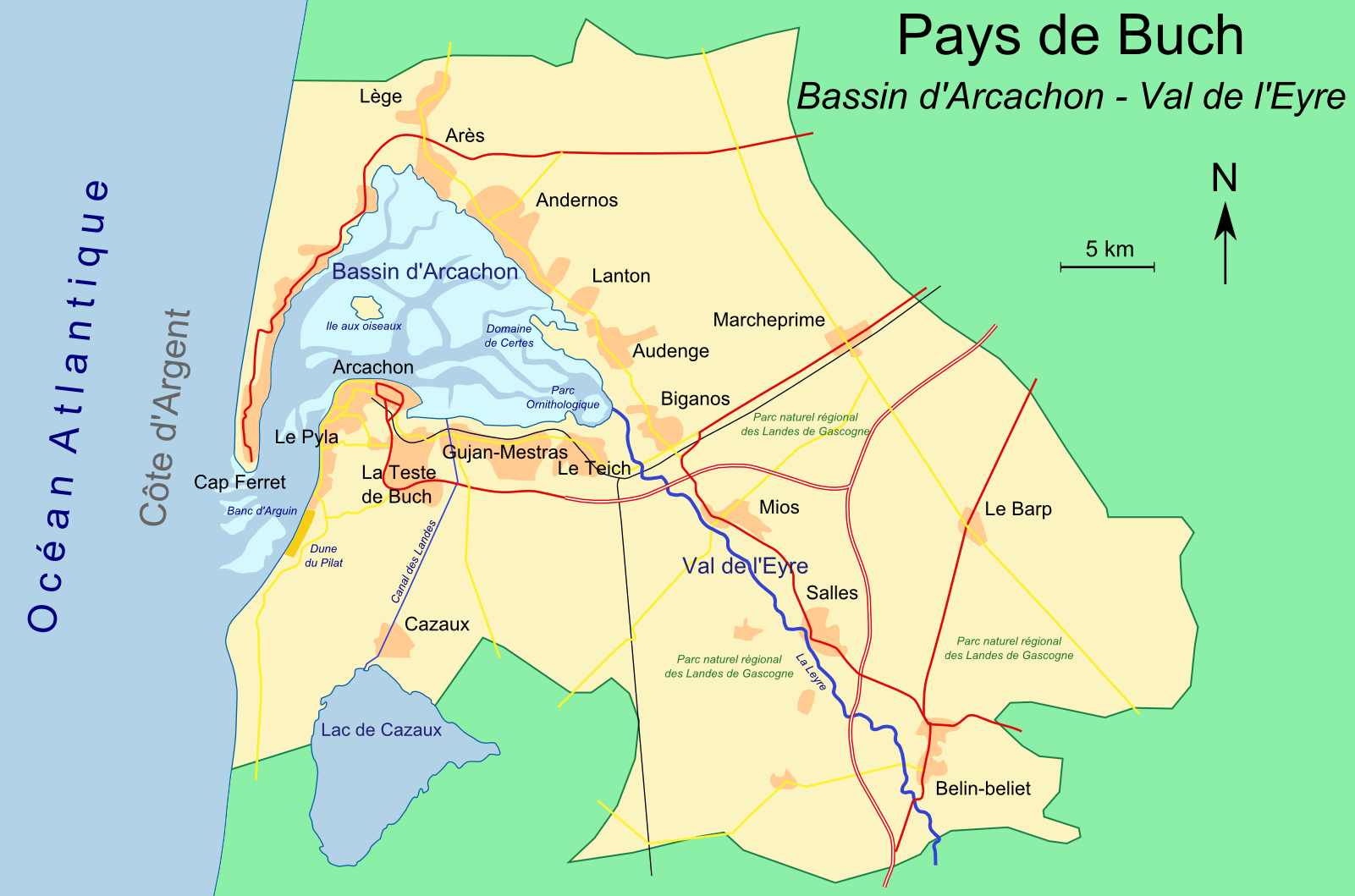
Carte du bassin d'Arcachon montrant sa forme approximative en triangle équilatéral et la Leyre dont le cours inférieur suit une faille de direction armoricaine SE-NW.

Le bassin d'Arcachon fait partie du Pays de Buch, il est situé au cœur des Landes de Gascogne, à mi-chemin entre la pointe de Grave et Capbreton, au Sud-Ouest du département de la Gironde à une cinquantaine de kilomètres de Bordeaux. Le bassin est de forme triangulaire, délimité par plus de 80 km de côtes plates ou dunaires boisées. Le pourtour du bassin commence, dans le sens trigonométrique (antihoraire) au Pyla-sur-Mer puis remonte au Nord vers Arcachon oblique à l'Est puis au Sud et à nouveau à l'Est au niveau de La Teste-de-Buch. Il remonte au Nord-Ouest au niveau du delta de la Leyre puis à partir de Lège descend au Sud-Ouest jusqu'au Cap-Ferret, en face du Pyla-sur-Mer. Au centre du bassin se trouve « l'île aux oiseaux » et ses cabanes tchanquées.

### Formation

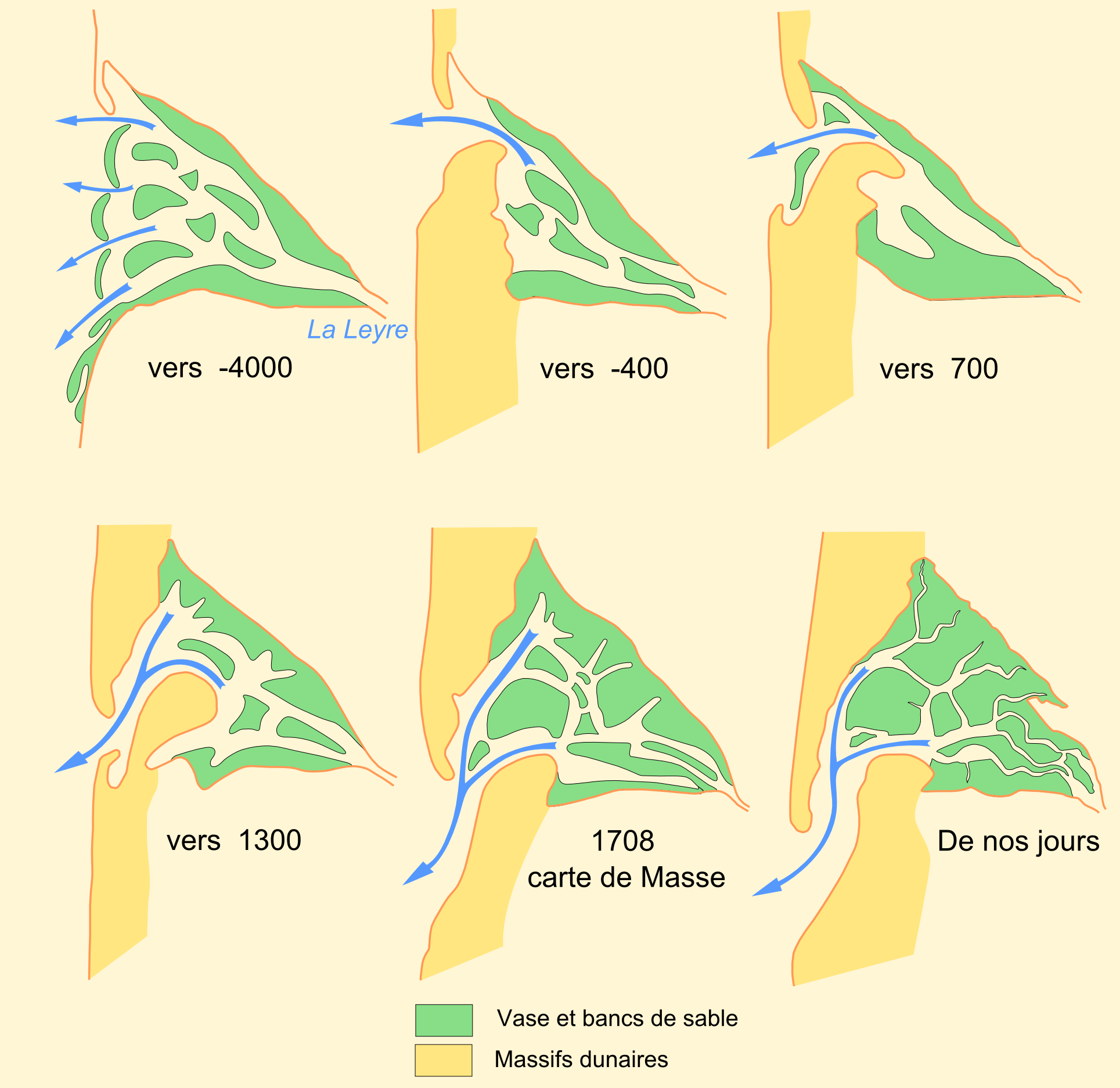
Schéma expliquant la formation du bassin d'Arcachon à travers les époques.

Le bassin d'Arcachon est une lagune de forme triangulaire, située dans les Landes de Gascogne, interrompant le cordon dunaire de 250 km de la Côte d'Argent. Lors de la transgression flandrienne (-14 000 à -5 000 ans), le trait de côte se déplace vers l'est avec la remontée du niveau marin et des sédiments s'accumulent sous l'effet des courants marins et des vents. Ces reliefs d'accumulation (plages, cordons dunaires) proviennent du remaniement de stocks de sédiments à partir du plateau continental au cours de cette transgression flandrienne ou redistribués le long des côtes par les courants littoraux actuels. À l'origine, le bassin est un lac fermé alimenté par l'Eyre, petit fleuve côtier de 80 km de long, issu de la forêt des landes. En apportant un flux continu d'eau, ce fleuve surmonte la barrière sableuse il y a environ environ quatre mille ans. La forme triangulaire du bassin provient de la migration méridionale des chenaux de l'embouchure de son estuaire, au fur et à mesure de l'allongement vers le sud de la flèche sableuse littorale, de Lège au Cap Ferret (flèche du Mimbeau formée vers 1880, et alimentée par la dérive littorale sous l’action des houles dominantes d’ouest nord-ouest, évaluée à 600 000 m3 de sable/an).
Au cours de la transgression flandrienne et jusqu'à nos jours, cette lagune « a pu maintenir un exutoire à l'Océan en perpétuel changement : les passes. Dans leur déplacement vers le Sud depuis le Haut Moyen Âge, les passes ont remanié toutes les formations préexistantes (sables, graviers, sols, tourbes, dunes) situées à l'Ouest de la côte actuelle Arcachon-Pyla, phénomène qui se poursuit actuellement par l'érosion du Gaillouneys ».

### Hydrographie

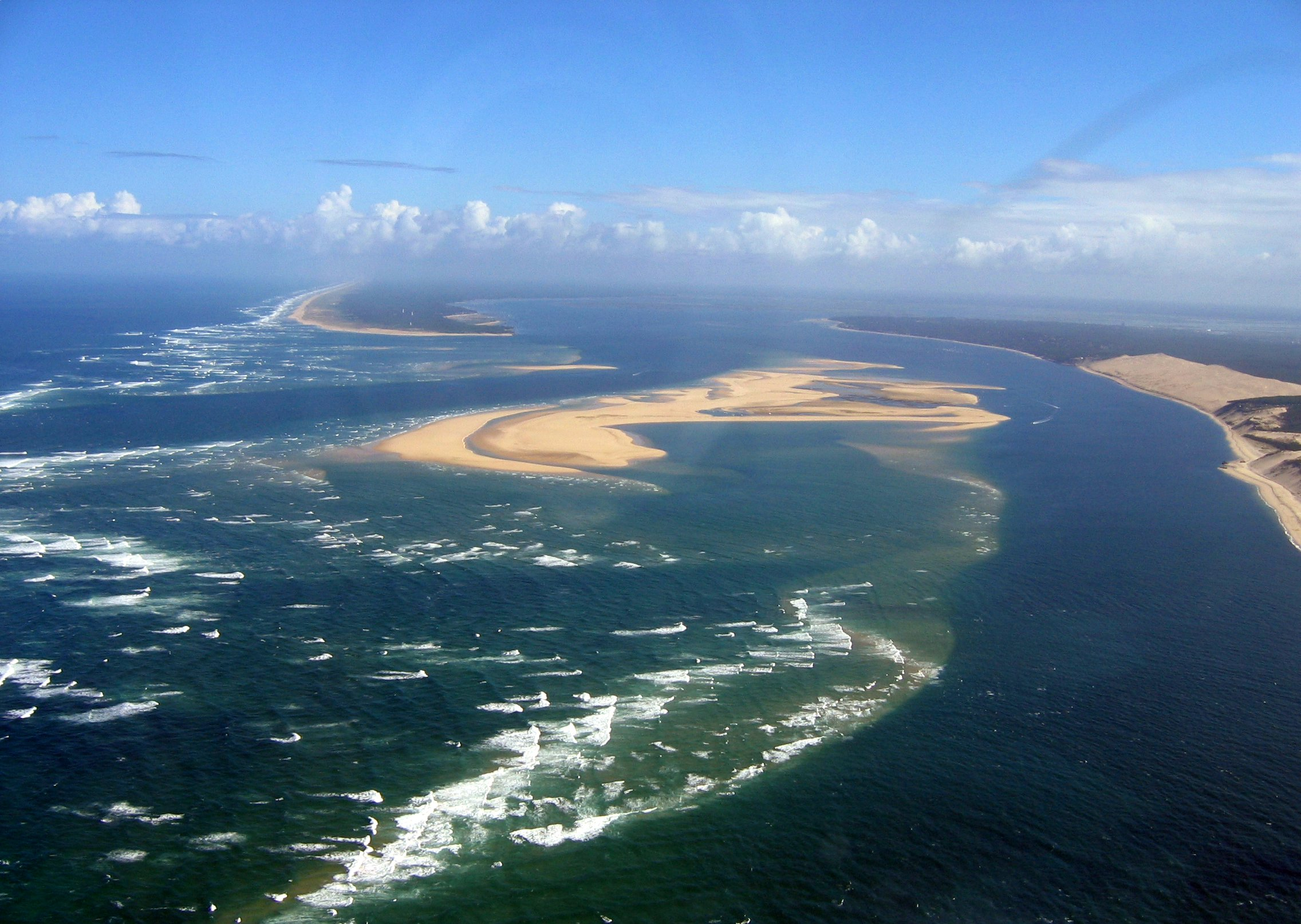
Les passes du bassin d'Arcachon forment des corridors biologiques. Le banc d'Arguin est classé Réserve naturelle nationale en 1972.

En plus de recevoir à La Hume de l'eau en provenance du lac de Cazaux (via le canal de Cazaux), à Lège celle venant du lac de Lacanau (via le canal des Étangs) et sur tout son pourtour des eaux de ruissellement, via plusieurs ruisseaux ou quelques crastes, le Bassin est aussi alimenté en eau douce par l'Eyre.
L'ouverture sur l'océan Atlantique se fait par un accès unique, les « passes », un ensemble de chenaux d'environ trois kilomètres de large permettant la circulation de l'eau entre le bassin et l'océan à marée basse. La force des courants de flux et de reflux rendent délicats les franchissements de ces passes, surtout par vent d'Ouest aux marées de grands coefficients pour la navigation ; des accidents mortels de marins expérimentés sont régulièrement constatés. La localisation et la structure des 2 passes suivent une évolution cyclique dont la période est d'environ 80 ans : les passes sont en fait deux chenaux grosso modo parallèles (la Passe Sud et la Passe Nord) dont le tracé se déplace en direction du Sud-Est, du Cap-Ferret vers la dune du Pilat. Quand la passe la plus au Sud atteint la plage au pied de la dune, elle se rétrécit puis « disparait » alors qu'une nouvelle passe se forme vers le Nord, du côté du Cap, transformant ainsi l'ancienne « Passe Nord » en une nouvelle « Passe Sud ». Le balisage par bouées de navigation, est sans cesse corrigé et les cartes marines nécessitent une mise à jour permanente.

## Écologie
Le bassin d'Arcachon est un système lagunaire caractérisé par des vasières à zostères ou à coquillages, des marais maritimes découverts à marées basses, des bancs de sable mobiles et éphémères, et des crassats (nom gascon désignant les accumulations de sédiments, de sable et de vase qui constituent la slikke) sillonnés par un réseau de chenaux mineurs (appelés esteys dans le bassin d'Arcachon, ils se vident à marée basse) s'écoulant dans la vingtaine de chenaux principaux qui quadrillent le bassin. Les esteys construisent souvent, dans les chenaux majeurs, de petits cônes deltaïques abondants en débris de coquilles d'huîtres et de coques.
À la différence des grands lacs landais (Hourtin et Carcans, Lacanau, Cazaux et Sanguinet, Biscarrosse et Parentis), cet écosystème original est largement ouvert sur le golfe de Gascogne et la marée fait pénétrer et sortir deux fois par jour des masses d'eau considérables. Le bassin est en effet soumis à une marée semi-diurne dont l'amplitude varie entre 1,10 m en morte eau et 4,9 m en vive eau. Il est partiellement isolé de l'océan par un cordon dunaire comprenant notamment le cap Ferret, la dune du Pilat et le banc d'Arguin classé en réserve naturelle.
Des bancs de sable mobiles charriés par les courants marins en modifient sans cesse le tracé, et favorisent les organismes aquatiques non fixés dans les passes et sur les bancs de sable, qui évoluent au cours du temps particulièrement lors de fortes tempêtes, mais aussi plus simplement et inexorablement sous l'effet des marées (environ 370 millions de mètres cubes d'eau sont échangés entre le bassin et l'océan chaque jour, à une vitesse moyenne d'environ 2 m/s, emportant le sable se trouvant sur les bords des passes) et du courant marin (longeant le littoral du Nord vers le Sud, il charrie environ 600 000 mètres cubes de sable par an). Localement les herbiers de zostères (Zostera noltii) accueillaient, accueillent ou pourraient accueillir une riche faune ou microflore épiphyte.
En tant que vaste zone humide et pour son caractère original, ce bassin occupe une place importante dans la Trame verte et bleue nationale, mais le bon état écologique n'y est pas atteint. En particulier des algues vertes prolifèrent anormalement et les zostères, pour des raisons mal comprises et probablement multifactorielles y sont en forte régression,, ce qui est préoccupant car en tant qu'herbier aquatique elles fixent le fond et sont un abri et une source de nourriture pour un grand nombre d'autres espèces. L'azote, et les pesticides agricoles et urbains apportés par les pluies et eaux de ruissellement, ainsi que les biocides des antifoulings sont suspectés (Irgarol notamment).

### Climat
Le bassin d'Arcachon jouit d'un climat doux avec un ensoleillement important tout au long de l'année, (2 100 heures en moyenne sur le bassin). Les hivers y sont pluvieux mais rarement rigoureux. Il neige toutefois une ou deux fois par an en général. En revanche, les tempêtes d'automne et d'hiver soufflent souvent avec force sur le bassin, rendant les passes impraticables. On a relevé plus de 170 km/h lors du passage des tempêtes Klaus en 2009 et Martin en 1999.
Les étés y sont secs et chauds, et rarement caniculaires. La brise thermique se lève en effet souvent l'après-midi, les épisodes de fortes chaleurs ayant du mal à persister dans la durée. De violents orages venus du golfe de Gascogne touchent épisodiquement le bassin (juin 1987, juillet 2003, septembre 2004), occasionnant parfois d'importants dégâts.
Les températures maximales moyennes varient de 11 ou 12 °C en hiver à 25 ou 26 °C l'été. La température de l'eau de mer dans le bassin est de 13 ou 14 °C alors qu'elle est en moyenne de 10 ou 11 °C dans l'océan en hiver. En été, le bassin se réchauffe pour atteindre jusqu'à 22 ou 23 °C alors qu'elle atteint 19 à 21 °C dans l'océan.
La pluviométrie moyenne varie de 800 mm au Cap-Ferret à près de 1000 mm à Cazaux.
| Mois                                       | Jan  | Fév  | Mar  | Avr  | Mai   | Jun  | Jul   | Aoû   | Sep   | Oct   | Nov   | Déc  |
| ------------------------------------------ | ---- | ---- | ---- | ---- | ----- | ---- | ----- | ----- | ----- | ----- | ----- | ---- |
| Temp. max. moy. (°C)                       | 10,9 | 12,2 | 15,2 | 17,0 | 20,8  | 23,7 | 26,0  | 26,3  | 24,0  | 19,8  | 14,4  | 11,2 |
| Temp. min. moy. (°C)                       | 2,5  | 2,5  | 4,5  | 6,6  | 10,3  | 13,3 | 15,1  | 15,0  | 12,1  | 9,7   | 5,6   | 3,2  |
| Moyenne (°C)                               | 6,7  | 7,35 | 9,85 | 11,8 | 15,55 | 18,5 | 20,55 | 20,65 | 18,05 | 14,75 | 10    | 7,2  |
| Précipitations moy. (mm)                   | 95,5 | 74,9 | 66,4 | 79,6 | 62    | 56,4 | 46,9  | 59,1  | 77,8  | 99,9  | 120,8 | 107  |
| Source : Météo France, Normales 1981-2010. |      |      |      |      |       |      |       |       |       |       |       |      |

### Découpage administratif
Les communes situées autour du bassin sont regroupées en deux intercommunalités : la communauté d'agglomération Bassin d'Arcachon Sud qui regroupe Arcachon, Gujan-Mestras, La Teste-de-Buch (dont dépend île aux Oiseaux) et Le Teich et la communauté d'agglomération du Bassin d'Arcachon Nord qui regroupe Andernos-les-Bains, Arès, Audenge, Biganos, Lanton, Lège-Cap-Ferret, ainsi que les communes de Marcheprime et Mios dans l'intérieur des terres.
Sur le plan des cantonal, on retrouve trois cantons : le canton de La Teste-de-Buch, le canton de Gujan-Mestras et le canton d'Andernos-les-Bains. 
Toutes ces communes font partie de l'arrondissement d'Arcachon, créé par détachement de l'arrondissement de Bordeaux en 2007 et qui a Arcachon comme sous-préfecture.

## Histoire

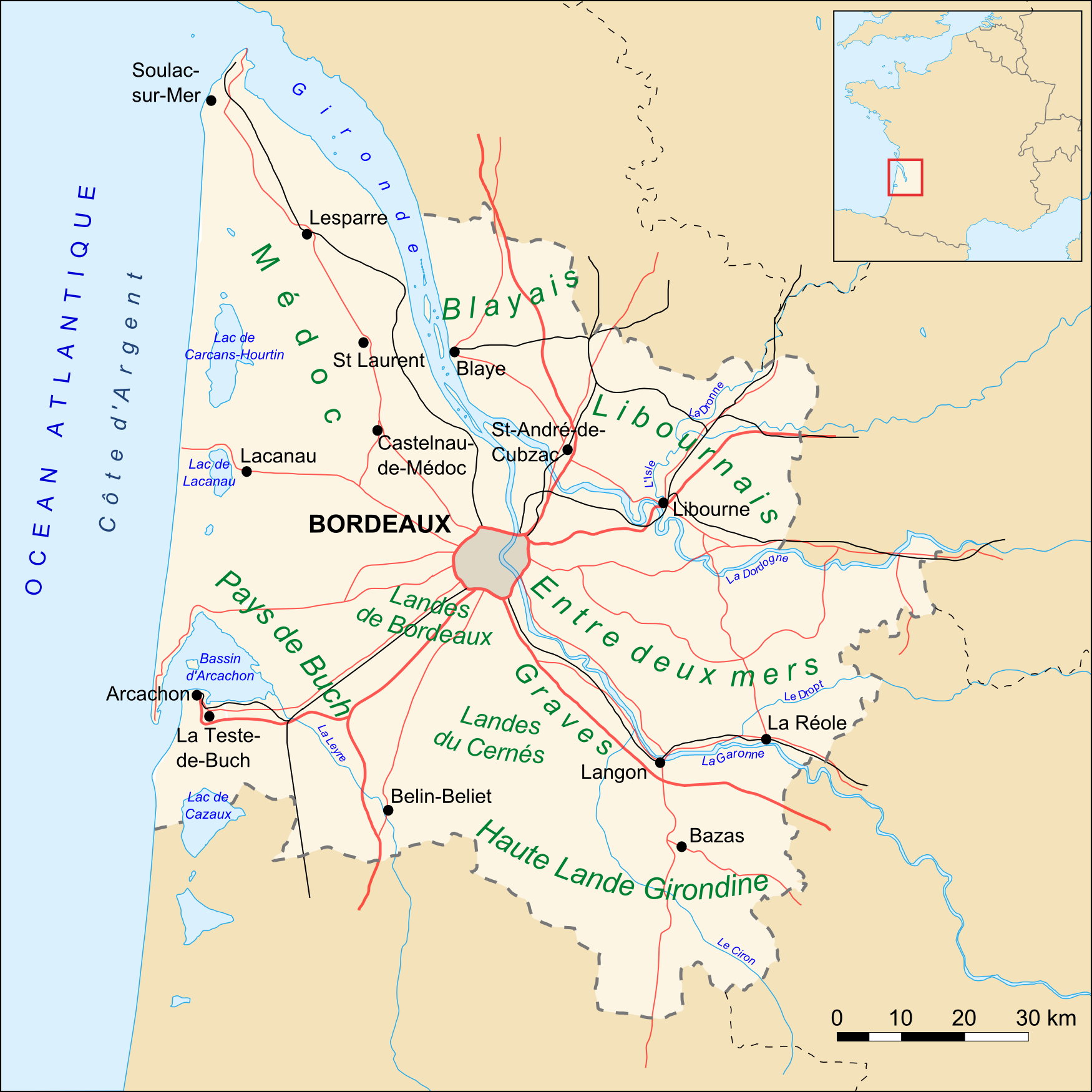
Carte de la Gironde.

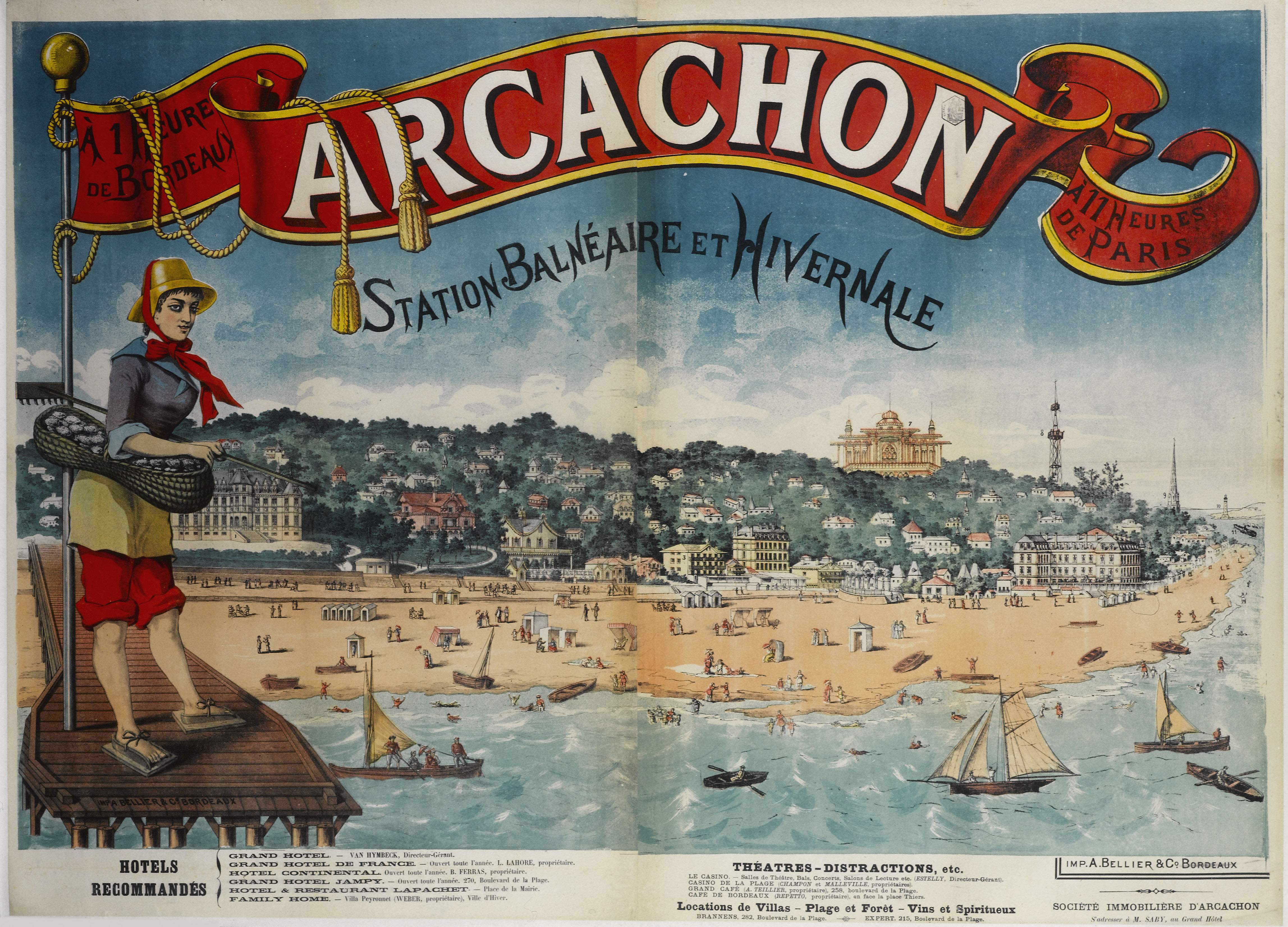
Le bassin est entouré depuis le XIXe siècle d'une couronne de stations balnéaires et hivernales.

L'histoire du bassin d'Arcachon est pour une bonne partie celle du Pays de Buch, féodalité dont le seigneur, le captal de Buch, résidait à La Teste. Les premières traces de peuplement se situent aux environs du VIIIe siècle av. J.-C..
Jusqu'au milieu du XIXe siècle, pêcheurs, résiniers et bergers rythment la vie économique locale. Dès 1823, on vient chez Legallais, l'un des premiers hôteliers d'Arcachon, pour fortifier sa santé en prenant des bains de mer. Le bassin se trouve alors à 10 heures de voiture de Bordeaux. Le développement du tourisme coïncide avec l'arrivée du chemin de fer à La Teste-de-Buch (capitale du pays de Buch) en 1841, puis en 1857 jusqu'à Arcachon dont la création éclipse le rôle et la place de Teste. L'ostréiculture et la conchyliculture moderne se développent à partir des années 1860. Jusqu'en 1950, des cures d'air sont préconisées dans la ville d'hiver d'Arcachon pour combattre la tuberculose. Le développement du tourisme de masse et l'haliotropisme dans la seconde moitié du XXe siècle peuvent engendrer une cohabitation conflictuelle avec la population locale, une gentrification des populations résidentielles, un mitage urbain et une intensification des circulations à l'origine de nuisances sociales (trafics, bruit, incivisme) et de problèmes écologiques (pénurie et pollution de l'eau, pollution des bancs d'huître notamment),.
De nos jours, le bassin d'Arcachon constitue un des sites touristiques les plus visités de Nouvelle-Aquitaine.

## Activités
L'économie du bassin est principalement tournée vers l'ostréiculture et le tourisme. On y pratique notamment la pêche et des sports nautiques. On peut par ailleurs y observer de nombreuses espèces d'oiseaux (cf parc ornithologique du Teich).
Plusieurs petits chantiers navals sont installés autour du bassin pour l'entretien et la construction de petites unités et des fameuses pinasses du bassin.
En février 2017, pour développer des activités complémentaires à celles du tourisme, le syndicat intercommunal du bassin d'Arcachon (Siba) crée une initiative intitulée B'A ayant pour vocation d'attirer des entreprises et mettre en avant celles déjà présentes dans le territoire.

### Ostréiculture
L'ostréiculture s'est développée au XIXe siècle avec la mise au point de la collecte de naissain sur tuile chaulée. Initialement, "la gravette", l'huître plate d'Arcachon Ostrea edulis, était la variété commune du bassin. En 1920, cette espèce a été décimée puis rapidement remplacée par l'huître « portugaise » Crassostrea angulata qui eut à son tour à pâtir d'une fatale épizootie en 1970. Ce fut alors une période fort difficile pour l'ostréiculture locale. Une tentative d'implantation d'une huître « japonaise » Crassostrea gigas réussit fort heureusement, donnant des résultats plus que satisfaisants. Le bassin d'Arcachon produit environ 18 000 t par an sur près de 1 800 ha. Le naissain collecté sur place alimente de nombreuses régions productrices.
Le bassin d'Arcachon est le plus grand centre naisseur ostréicole européen. La majorité des huîtres élevées en France sont issues du bassin. La douceur et la qualité de ses eaux, la richesse de ses fonds et la clémence du climat, offrent en effet des conditions idéales pour la reproduction des huîtres creuses. Chaque année, plus de 3 milliards de jeunes huîtres sont expédiées vers les parcs ostréicoles de Bretagne, de Normandie, de Charente-Maritime et de Méditerranée.
Cependant, le bassin d’Arcachon souffre depuis déjà quelques années d’une pollution de ses eaux sans cesse croissante.
Ainsi, en 2018, 2020, février 2021 et décembre 2023, des interdictions de vente d’huîtres sont émises à la suite d'intoxications alimentaires consécutives à la présence de norovirus dans les eaux du bassin. Cette contamination fait suite aux débordements des eaux usées chargées en matières fécales dans le bassin qui contaminent les huîtres. En avril 2024, le tribunal judiciaire de Bordeaux a imposé au Syndicat intercommunal du bassin d’Arcachon (SIBA) et à son délégataire, la société SB2A, de réaliser une série de mesures en urgence pour mettre fin à cette pollution des eaux du bassin.
Sur le bassin d'Arcachon, quatre crus d'élevage existent correspondant à leurs situations géographiques dans le bassin, contrastées entre le Nord et le Sud. Cette situation influe sur le goût des huîtres qui est un coquillage, un mollusque, dont la nourriture (plancton) est directement prélevée dans son milieu naturel :
- les huîtres du banc d'Arguin ont une saveur sucrée, lactée et marine.
- les huîtres de l'île aux Oiseaux offrent un caractère puissant avec des arômes végétaux et minéraux.
- les huîtres du Cap-Ferret ont des arômes délicats de légumes frais et d'agrumes.
- les huîtres du Grand Banc ont des saveurs de fruits blancs et de noisettes grillées.

### Pisciculture
La pisciculture est pratiquée à Audenge et au Teich dans des réservoirs isolés par des digues.

### Tourisme

#### Le bassin d’Arcachon et les écrivains
Le jeune Jean-Paul Sartre venait passer ses vacances chez ses grands-parents et y séjourna en 1914 où il fut inscrit à l'école communale où, dit Sartre dans Les Mots, l'instituteur le prenait à côté de lui pour « le tenir à l'écart du vulgaire. » D'autres suivirent et vinrent y passer leurs vacances, comme François Mauriac en voisin, Roland Dorgelès ou Pierre Benoit pour bénéficier de la brise de mer qui rafraîchit l'air. Le Franc-Comtois Marcel Aymé séjourna à la villa Takis du Cap-Ferret pendant un an, d'août 1939 à août 1940. Il fit ensuite construire la villa « Pouquette » dans la presqu'île et Jean Anouilh procéda de la même façon puisque après avoir loué la villa « Takis », il fit construire la villa « Les Pêcheurs » près de l'église.
Marcel Aymé, qui s'y réfugie en 1940 pendant la Débâcle, est inquiet et écrit à sa fille Camille : « Vu la cherté de la vie, nous envisageons de quitter Le Ferret mais pas dans l'immédiat… ».
Des Pouquet à D'Annunzio
En 1932, les époux Maurice et Jeanne Pouquet firent édifier au Pyla une magnifique villa nommée « Totsy ». Simone, la fille de Jeanne y vint souvent avec son mari l'écrivain André Maurois. Grâce à l'arrivée du chemin de fer, Arcachon devint à la Belle Époque une station balnéaire à la mode, et les frères Péreire y firent bâtir des villas sur le front de mer, des hôtels et le casino. Ils aménagèrent ensuite le quartier de la Ville d'hiver à l'abri du vent. Le dramaturge italien Gabriele D'Annunzio séjourna pendant six ans de 1910 à 1916 à la villa « Saint-Dominique » au Moulleau, hameau situé près de la dune du Pilat, sous un nom d'emprunt, car il était poursuivi par ses créanciers. Il trouve aux maisons locales un air de « Riviera ligurienne et celui du lac des Quatre-Cantons ».
Il y écrivit en particulier la nouvelle La Leda senza Cigno (La Léda sans cygne) ayant pour cadre Arcachon et ses alentours et, en français, un drame, Le Martyre de Saint-Sébastien, que Claude Debussy mettra en musique et qui fut représenté à Paris en mai 1911.
Les Hérédia
Le poète parnassien José Maria de Hérédia vint aussi se fixer à Arcachon en 1913 avec sa fille Louise, la femme de l'écrivain Pierre Louÿs. Divorcée, elle acheta avec son nouvel époux une villa qu'ils baptisèrent « La Symphonie ». En revanche leur beau-frère marié à Marie, la sœur de Louise, le poète Henri de Régnier goûtait peu l'endroit et y vint rarement. Marie aimait beaucoup Arcachon, d'autant plus qu'elle succomba au charme de d'Annunzio. Elle écrivit sous un pseudonyme le roman Le Séducteur et, quand sa sœur Louise mourut en 1930, c'est elle qui hérita de la maison.
Jean Cocteau et ses amis
Jean Cocteau s'installa sur l'autre rive du Bassin, dans le village ostréicole du Grand Piquey d'août à octobre 1917.
Jean Cocteau revint souvent au Piquey de 1918 à 1923 avec son compagnon Raymond Radiguet qui y écrit une partie de son roman Le Diable au corps et revint y terminer en 1923 Le Bal du comte d'Orgel. De son côté Jean Cocteau composa un drame, Le Baron Lazare, le livret de Paul et Virginie avec Radiguet et travaillait comme il l'écrit lui-même à un « bilan de l'esprit poétique actuel ». Mais Radiguet mourut d'une fièvre typhoïde contractée sans doute ici et Cocteau ne reviendra sur le bassin d'Arcachon que bien plus tard, dans les années 1937-1939, avec son nouvel ami Jean Marais. Il en profitera pour écrire La Fin du Potomak et commencer La Machine à écrire.

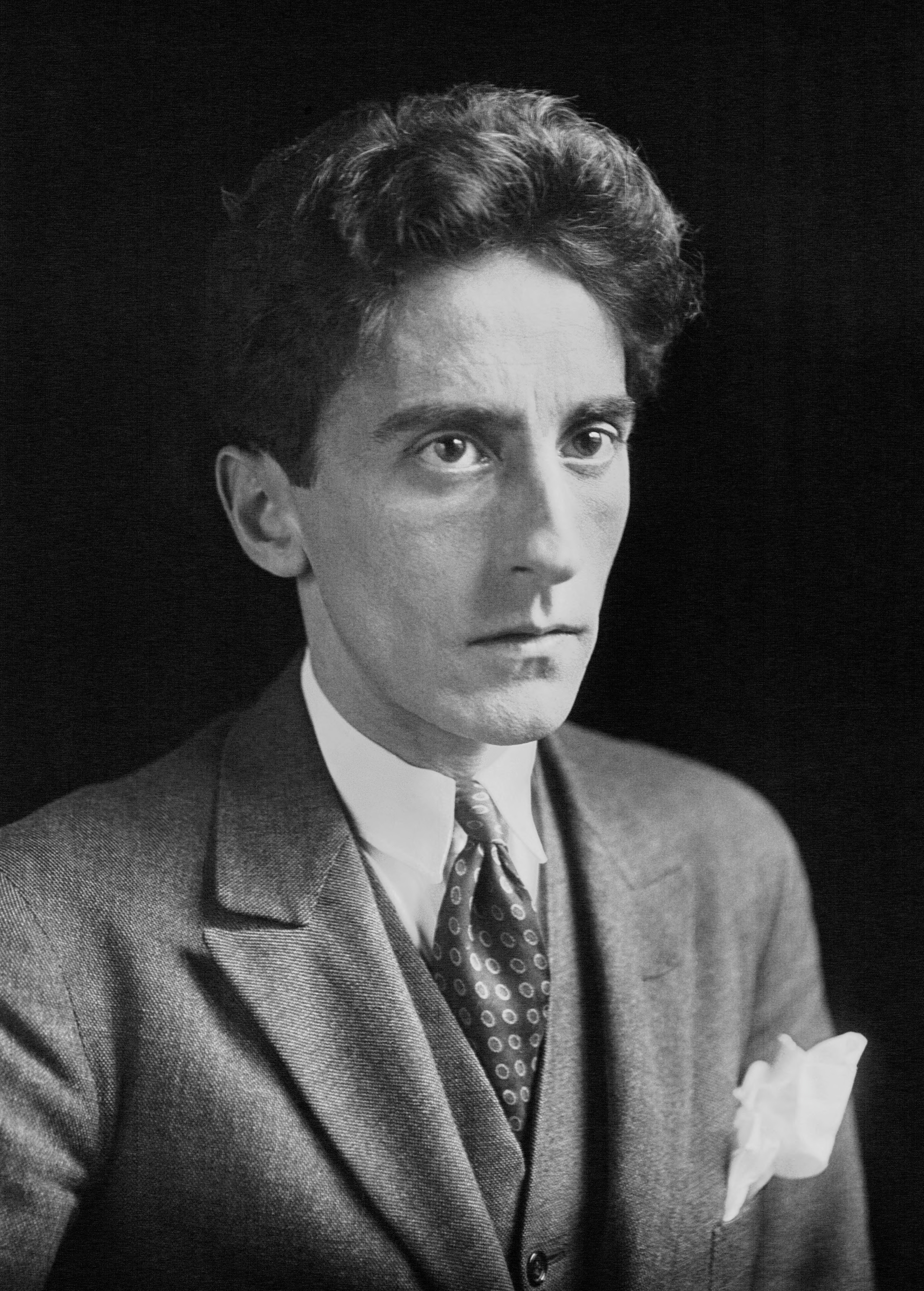
Jean Cocteau.
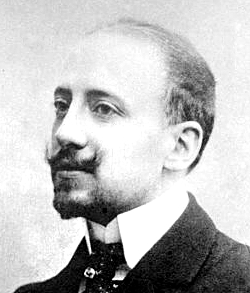
Gabriele D'Annunzio.
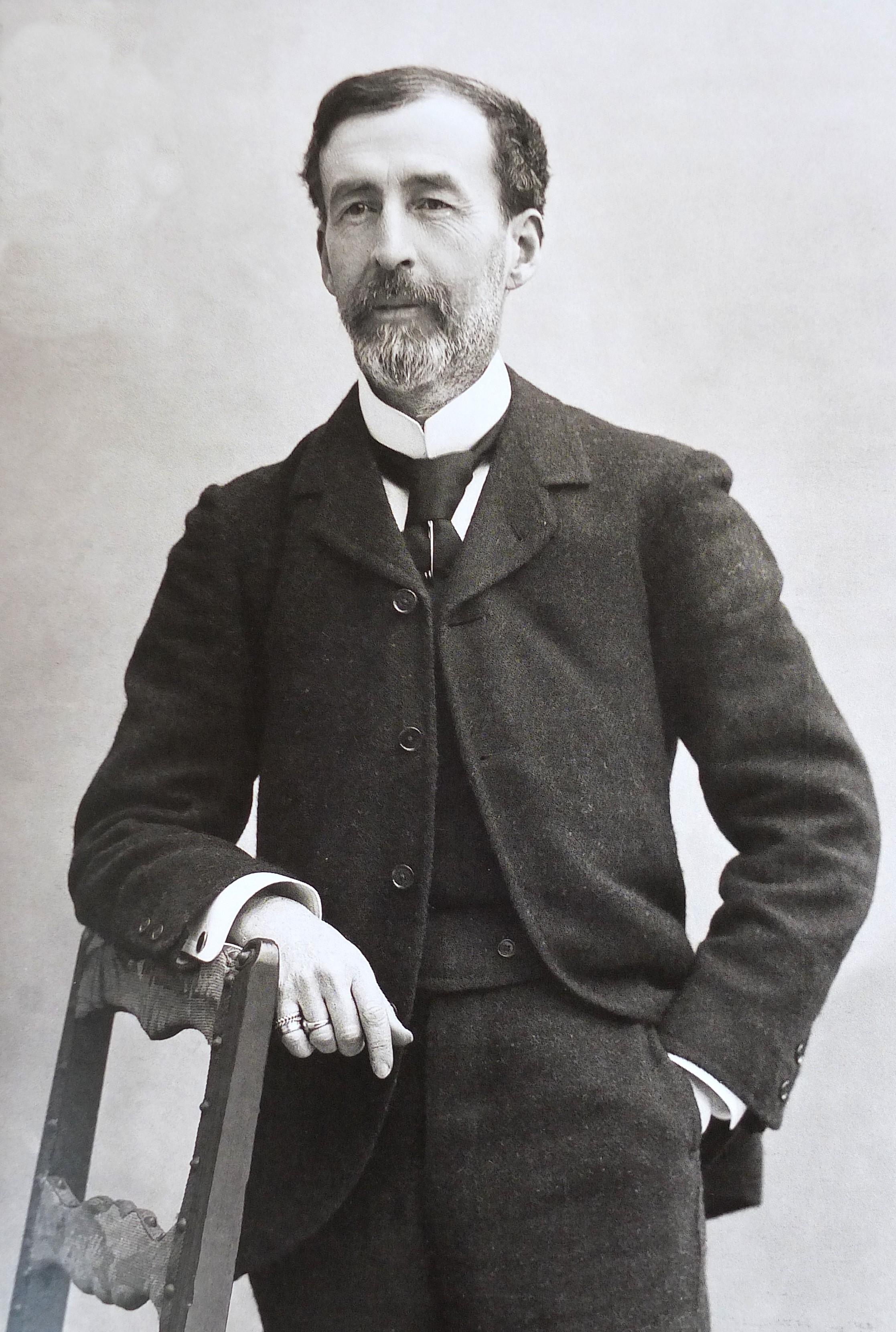
Jose Maria Heredia.
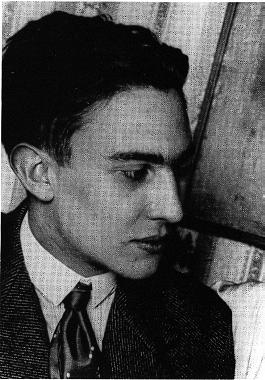
Radiguet.

## Patrimoine
Le bassin, reconnu pour son patrimoine naturel, culturel et paysager, présente plusieurs habitats.

### Principaux éléments
- La forêt des Landes englobe le bassin d'Arcachon.
- Le gemmage y fut pratiqué pendant plus de 2000 ans.
- Les cabanes tchanquées sont des constructions sur pilotis, implantées au milieu du bassin d'Arcachon sur l'île aux Oiseaux. Contrairement à ce qu'il a pu être écrit, ces cabanes, construites en 1946 et 1948, n'ont jamais servi à la surveillance des parcs à huîtres mais furent utilisées, comme les autres cabanes actuellement, comme lieu de villégiature.

- Le phare du Cap-Ferret est un point d'observations haut de 53 mètres d'où l'on peut admirer l'ensemble du bassin, l'océan et la forêt landaise.
- La Ville d'hiver à Arcachon est un quartier situé sur les hauteurs de la ville. De nombreuses villas d'influence basque, mauresque ou anglochinoise y sont visibles. Les demeures de la Ville d'hiver sont classées site pittoresque. Si le front de mer et la ville d'été se sont développés grâce aux médecins vantant les vertus curatives de l'eau de mer, et le bon air de la forêt, la Ville d'Hiver doit quant à elle son existence au sens des affaires de ces deux financiers avisés que furent Emile et Isaac Pereire.
- Des ports ostréicoles entourent le bassin et sont typiques de la région comme : La Teste de Buch, La Hume, Gujan-Mestras, Le Teich, Andernos, Audenge, Arès.
- Les pinasses du bassin sont des embarcations typiques[23].

### Mise en valeur et protection
Face au développement des activités anthropiques et des aménagements à terre et en mer, une prise de conscience collective de la nécessité de mettre en valeur et de protéger le bassin d'Arcachon s'est développée depuis la fin des années 1970. Dans ce contexte est créé le 16 octobre 1970 le parc naturel régional des Landes de Gascogne, qui atteint les portes du bassin par le delta de l'Eyre. Le classement en PNR vise à redynamiser cet arrière-pays qui subit dans sa partie landaise un grave exode rural et une crise économique locale à la suite de grands incendies forestiers (dans certaines parties de la grande Lande, la densité de population est inférieure à 1 habitant/km2, la plus basse de France).
Signe de reconnaissance de la qualité environnementale du delta de la Leyre (territoire à cheval sur les cinq communes de Biganos, Le Teich, Audenge, Lanton et Gujan-Mestras, sur les bords du bassin d'Arcachon), le site reçoit le label Ramsar en janvier 2012
Créé le 5 juin 2014, le parc naturel marin du bassin d'Arcachon a pour objectif de contribuer à la protection, à la connaissance du patrimoine marin et de promouvoir le développement durable des activités liées à la mer.

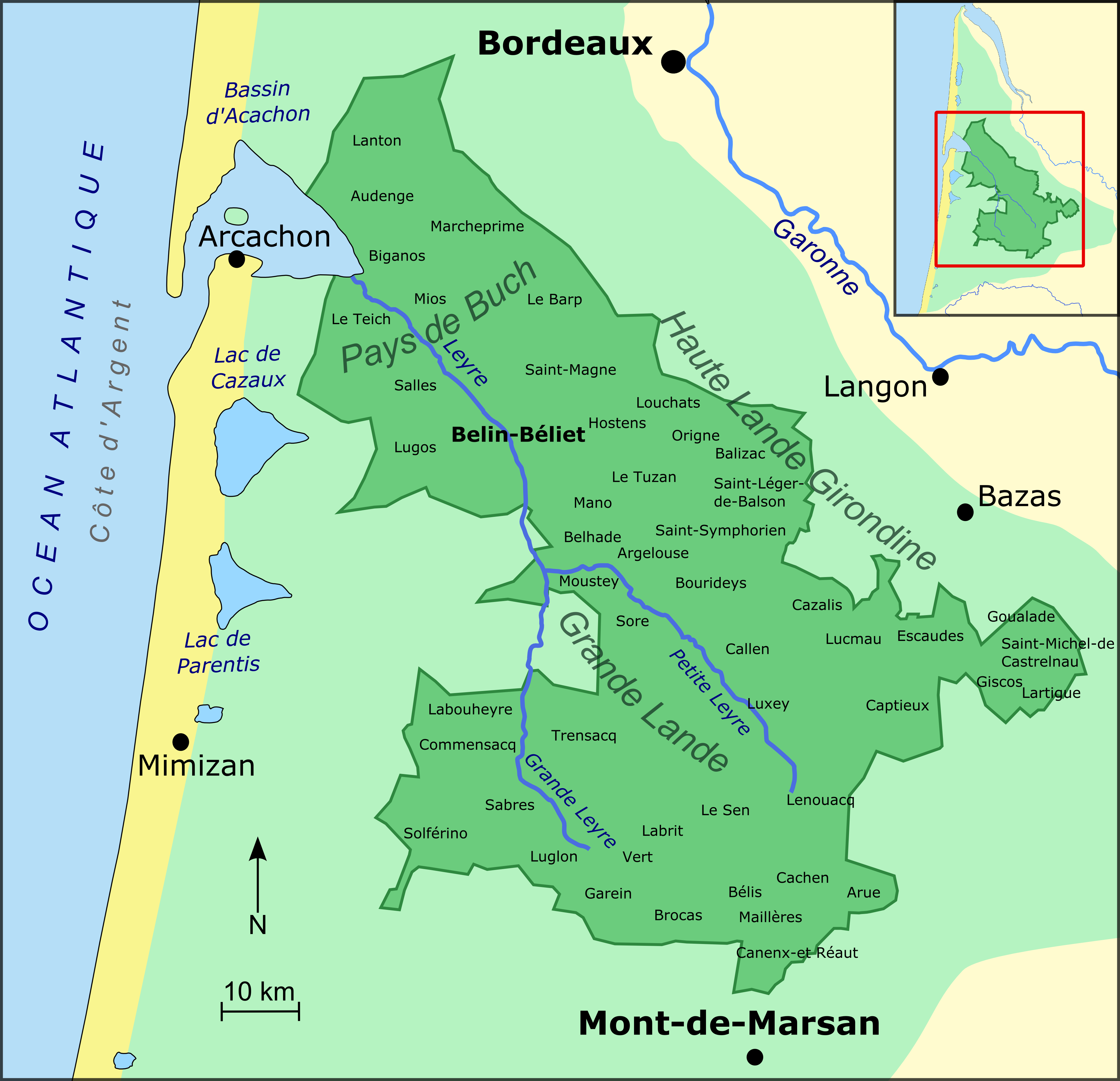
Carte montrant le périmètre du PNR des Landes de Gascogne.
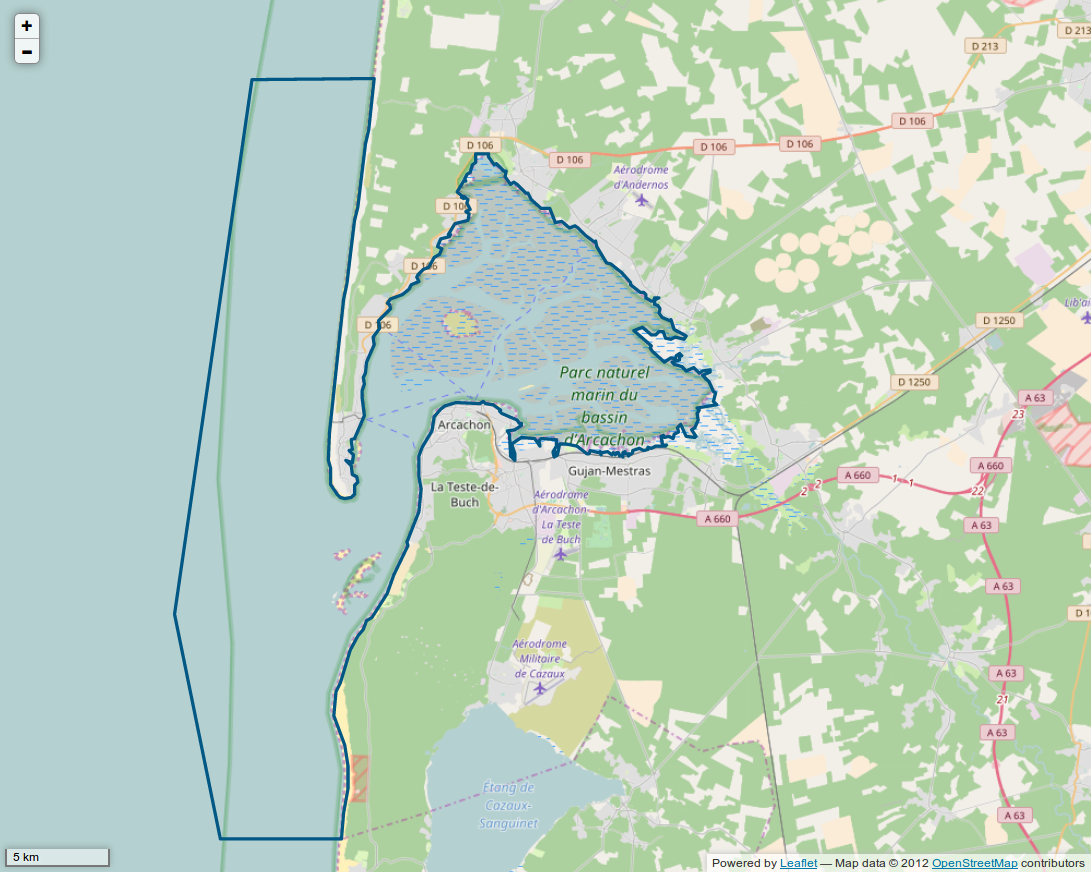
Carte montrant le périmètre du PNM du bassin d'Arcachon.

## Culture populaire

### Littérature
- Frederic Fappani von Lothringen, L'extraordinaire créature du bassin d'Arcachon, Editions Harmattan, 2020, 112 p. (ISBN 978-2-908476-55-2) : L'intégralité de ce roman historique se déroule dans le bassin d'Arcachon et passe sur des lieux historiques. On doit la couverture qui représente le bassin à Thierry Mordant. Il est bien connu des philatélistes et de quelques arcachonnais pour avoir fait de nombreux timbres liés à la mer et à Monaco, mais surtout pour avoir dessiné le timbre des 150 ans du bassin d'Arcachon. L'auteur Frederic Fappani von Lothringen a vécu enfant à Arcachon[27],[28]
- Bernard Cherrier, Fond de Bassin, éditions Aubéron, 1998  (ISBN 2-908650-26-6)
- François Darnaudet, Les ports ont tous la même eau, Perpignan, Mare nostrum, coll. « Polars catalans », 2007, 271 p. (ISBN 978-2-908476-55-2) : une part importante du roman se déroule dans le bassin d'Arcachon.
- Marie-Francoise Raillard, La Sainte Raingarde, 2012.
- Christiane Angibous-Esnault, Objectif Dune sur le bassin d'Arcachon, t. 6, ArkéoTopia éditions, coll. « Les Aventuriers du Patrimoine », 2025, 228 p. (ISBN 978-2-4875-6702-3) : ce roman de science pour la jeunesse se déroulant sur le bassin d'Arcachon mêle aventure, poésie et découverte afin de faire découvrir une dimension de l'archéologie, celle des archéologues bénévoles[29] aux travers des recherches de Philippe Jacques[30]. Le roman présente divers lieux patrimoniaux comme les fouilles de la dune du pilat, l'historique de  la passerelle Saint-Paul et de l'observatoire Sainte-Cécile en ville d'Hiver, l'historique de la fontaine de la source des Abatilles ainsi que des anecdotes mettant en lumière des activités locales comme le ski sur aiguilles de pins. Un livret documentaire illustré complète l’histoire afin de permettre aux lecteurs de distinguer le vrai du faux.

### Philatélie
Un timbre postal, d'une valeur de 0,30 franc, représentant le bassin a été émis le 7 octobre 1961 avec une oblitération Premier jour à Arcachon.
Un second timbre, d'une valeur de 0,54 centimes d'euros, a été émis pour les 150 ans de la station balnéaire d'Arcachon. Le Premier jour de ce timbre était le mardi 15 mai 2007. En premier plan du timbre il y a une pinasse, le bateau traditionnel du bassin. Ce timbre a été dessiné par le dessinateur Thierry Mordant.

### Articles connexes

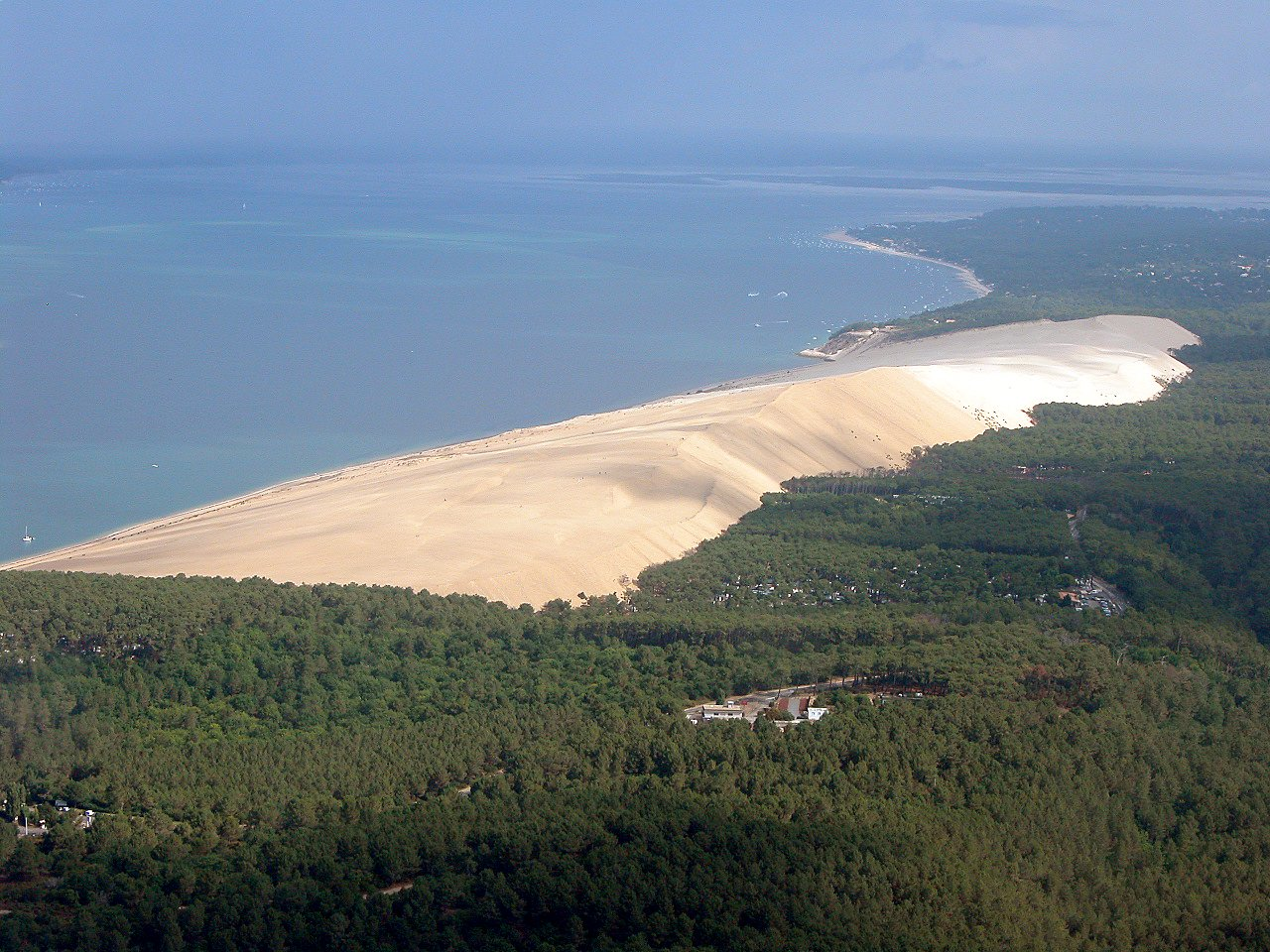
Vue aérienne de la dune du Pilat, commune de La Teste.